# Flaumbach
Der Flaumbach gehört zu den typischen Kleinflüssen, die vom Hunsrück zur Mosel fließen. 

## Name
Der Name Flaumbach leitet sich von dem lateinischen Wort flumen (= Fluss) her. Insofern stellt er eine Tautologie dar und bedeutet quasi Bach-Bach oder Fluss-Bach. Eine der frühesten Nennungen ist in dem 1406 angelegten Totenbuch des Klosters Engelport zu finden. Demnach war (vor 1406) die Klosterschwester Hebela zusammen mit ihren beiden Nichten Else und Irmgard von Scharffenstein in ripa flumen, also am Flussufer des Flaums, ertrunken.
Als sich das Kollegiatstift St. Castor zu Karden und das Kloster Maria Engelport am 9. September 1279 wegen des an das Stift zu zahlenden Zehnten einigten, wurde von de Curte monialium predictarum, sita iuxta Zweynflumen gesprochen, dem Hof der vorgenannten Nonnen gelegen bei Zweiflaumen. In einem um/nach 1658 entstandenen Gründungsbericht des Klosters heißt es dann rivum conflumen dictum, also Bach genannt Zusammenfluss. Dieser Begriff bezieht sich auf den Zusammenfluss von Mörsdorfer Bach und Strimmiger Flaumbach einen Kilometer oberhalb des Klosters gegenüber der Pulgersmühle, wo sich auch bis spätestens Mitte des 17. Jahrhunderts der Hof Zweiflaumen befunden hatte. Die Bildung des Bachnamens conflumen erfolgte analog des Namens Confluentia für Koblenz von dem lateinischen Wort confluere (= zusammenfließen).
Auf historischen Landkarten des Erzstifts Trier aus dem 17. und 18. Jahrhundert wurde übrigens vorwiegend der Mörsdorfer Bach als Flaumbach, nämlich als fl[uvius] und r[ivus] Vlaim, Vlain, Vleim, Vloin oder Vloim bezeichnet., während der Strimmiger Flaumbach oft gar keinen Namen trug. Nur 1680 heißt er Seringer Vlaim, eine Verschreibung des Kartographen für Strimmiger Flaum. 1675 wurde der 
Mörsdorfer Bach Flaunebach R[ivus] genannt und der Strimmigerbach blieb unbenannt. Offenbar haben erst die Geometer Jean Joseph Tranchot und Karl von Müffling genannt Weiß Anfang des 19. Jahrhunderts die heutige Differenzierung offiziell durch ihr Kartenwerk eingeführt.
In der regionalen Mundart heißt der Flaumbach kurz und bündig die Floum.

## Geographie

### Verlauf
Er entspringt auf ca. 450 m ü. NHN bei Blankenrath und mündet nach 28,4 km als rechter Nebenbach in die Mosel bei Treis-Karden. 
Im Ober- und Mittellauf zwischen Blankenrath und der Einmündung des Mörsdorfer Bachs bei Kloster Maria Engelport fließt der Flaumbach durch ein einsames Tal, dann begleitet eine Straße von Mittelstrimmig her den Bach.

### Nebenflüsse
Der Dünnbach von Kastellaun her fließt parallel zum Mörsdorfer- und Flaumbach und mündet in diesen erst kurz vor Treis. Der Mörsdorfer Bach mündet kurz vor dem Kloster Maria Engelport in den Flaumbach.

## Flora und Fauna
Der Flaumbach fließt durch extensiv genutzte Talwiesen, am Ufer stehen vor allem Weiden und Erlen, die heute kaum noch wirtschaftlich genutzt werden. In vielen Bereichen wird das Tal eng, mit Eichen und Hainbuchen bewaldete Hänge grenzen direkt an den Bach. Graureiher und Stockenten sind die häufigsten Wasservögel im Bachtal. Eisvögel und Wasseramsel werden ebenfalls am Bachufer gesichtet.

## Mühlen
Mehrere Jahrhunderte lang trieb der Flaumbach bis zu 32 Mühlen an, die im Laufe der letzten hundert Jahre fast alle verschwanden. Nur wenige sind noch erhalten und einige wurden zu Gasthäusern umgebaut. In der auf Mittelstrimmiger Gemarkung liegenden Weißmühle wurden 1958 Teile des Films Der Schinderhannes mit Maria Schell und Curd Jürgens gedreht.